# Augea
Augea és un municipi francès situat al departament del Jura i a la regió de Borgonya - Franc Comtat. L'any 2007 tenia 280 habitants.

## Demografia

### Població
El 2007 la població de fet d'Augea era de 280 persones. Hi havia 116 famílies de les quals 28 eren unipersonals (12 homes vivint sols i 16 dones vivint soles), 40 parelles sense fills, 40 parelles amb fills i 8 famílies monoparentals amb fills.
La població ha evolucionat segons el següent gràfic:
Habitants censats

### Habitatges
El 2007 hi havia 160 habitatges, 121 eren l'habitatge principal de la família, 25 eren segones residències i 14 estaven desocupats. 157 eren cases i 3 eren apartaments. Dels 121 habitatges principals, 102 estaven ocupats pels seus propietaris, 18 estaven llogats i ocupats pels llogaters i 1 estava cedit a títol gratuït; 1 tenia una cambra, 4 en tenien dues, 24 en tenien tres, 46 en tenien quatre i 46 en tenien cinc o més. 115 habitatges disposaven pel capbaix d'una plaça de pàrquing. A 59 habitatges hi havia un automòbil i a 58 n'hi havia dos o més.

### Piràmide de població
La piràmide de població per edats i sexe el 2009 era:
| Homes | Edats   | Dones |
| ----- | ------- | ----- |
| 0     | 95 o +  | 0     |
| 4     | 90 a 94 | 4     |
| 4     | 85 a 89 | 0     |
| 8     | 80 a 84 | 4     |
| 4     | 75 a 79 | 16    |
| 0     | 70 a 74 | 4     |
| 8     | 65 a 69 | 12    |
| 8     | 60 a 64 | 8     |
| 4     | 55 a 59 | 0     |
| 20    | 50 a 54 | 12    |
| 16    | 45 a 49 | 8     |
| 0     | 40 a 44 | 16    |
| 4     | 35 a 39 | 8     |
| 8     | 30 a 34 | 0     |
| 4     | 25 a 29 | 8     |
| 8     | 20 a 24 | 4     |
| 12    | 15 a 19 | 12    |
| 16    | 10 a 14 | 4     |
| 4     | 5 a 9   | 4     |
| 4     | 0 a 4   | 4     |

## Economia
El 2007 la població en edat de treballar era de 186 persones, 146 eren actives i 40 eren inactives. De les 146 persones actives 138 estaven ocupades (74 homes i 64 dones) i 8 estaven aturades (3 homes i 5 dones). De les 40 persones inactives 20 estaven jubilades, 12 estaven estudiant i 8 estaven classificades com a «altres inactius».

### Ingressos
El 2009 a Augea hi havia 122 unitats fiscals que integraven 282 persones, la mediana anual d'ingressos fiscals per persona era de 17.792 €.

### Activitats econòmiques
Dels 4 establiments que hi havia el 2007, 3 eren d'empreses de construcció i 1 d'una empresa classificada com a «altres activitats de serveis».
Dels 3 establiments de servei als particulars que hi havia el 2009, 1 era un paleta, 1 guixaire pintor i 1 lampisteria.
L'any 2000 a Augea hi havia 13 explotacions agrícoles que ocupaven un total de 474 hectàrees.

## Poblacions més properes
El següent diagrama mostra les poblacions més properes.